# Elysium (Website)
Elysium war eine Website im Darknet (Hidden Service) auf der Kinderpornografie in Form von Bild- und Videomaterial verbreitet wurde und die Chats und ein Forum anbot. Der Name bezieht sich auf Elysion, das Paradies in der griechischen Mythologie. Die Website war international ausgerichtet, verfügte über 111.000 Nutzerkonten und zählte zu den weltweit größten ihrer Art. Im Juni 2017 wurde sie durch die deutschen Ermittlungsbehörden abgeschaltet.

## Ermittlungen
Anfang 2017 übernahm die australische Polizei im Darknet den Account des Moderators der Website The Giftbox Exchange und stieß dabei auf einen Deutschen, der bereits Elysium plante. Die Zentralstelle zur Bekämpfung der Internetkriminalität (ZIT) in Gießen, eine Sondereinheit der Generalstaatsanwaltschaft Frankfurt am Main – Abteilung VI – übernahm die Ermittlungen. Im Juni 2017 wurde die Website Elysium  durch die Behörden abgeschaltet. Es wurden bislang 14 Verdächtige und 29 Opfer ermittelt und Bildmaterial gefunden, das auf Täter in Deutschland hinwies. Als Erschwernis für die Behörden galt, dass es in Deutschland keine automatischen Abgleiche mit der Kinderporno-Datenbank der Kinderschutzorganisation NCMEC gab, da dies durch das deutsche Postgeheimnis verboten war.

## Prozess und Urteil
Im Mai 2018 hat die Generalstaatsanwaltschaft in Frankfurt am Main Anklage gegen die Betreiber erhoben. Im August 2018 begann in Limburg an der Lahn der Prozess gegen die vier hauptbeteiligten Männer in Deutschland statt, die sich in Untersuchungshaft befanden. Es wurde fortan vermutet, dass die Beteiligten in Deutschland eine bedeutende Rolle für die Plattform spielten. Im Oktober 2018 sind die Anwälte mit einem Antrag auf ein Verwertungsverbot für Beweismittel gescheitert.
Die Täter sollten zu mehrjährigen Haftstrafen verurteilt werden und eine Strafmilderung bekommen, da sie sich als kooperativ mit den Behörden erwiesen haben. Für den Administrator der Webseite sollte eine Sicherungsverwahrung angeordnet werden. Am 7. März 2019 wurde das Urteil verkündet. Obwohl die Verteidigung für mildere Strafen und teils Freisprüche plädierten, lagen die Haftstrafen für die vier Täter zwischen drei Jahren und zehn Monaten und neun Jahren und neun Monaten. Der Sicherungsverwahrung wurde zugestimmt.

## Täter und Aussagen
Die vier Hauptbeteiligten waren:
- Frank M. (41 Jahre) aus Bad Camberg (Hessen) betrieb die Server in einer Kfz-Werkstatt und war Administrator
- Joachim P. (59 Jahre) aus dem Raum Stuttgart (Baden-Württemberg) war Hauptadministrator und Programmierer
- Uwe-Michael G. (63 Jahre) aus Landsberg am Lech (Bayern) war Administrator
- Bernd M. (57 Jahre) aus Tübingen (Baden-Württemberg) war Moderator

Pädophile Neigungen wurden von dem 41-jährigen Frank M. nicht eingestanden. Er gab an, sich als geheimer Hacker im Kampf gegen kinderpornografische Webseiten zu befinden, fiel aber durch mangelnde IT-Kenntnisse und sein Täterverhalten auf. Ein anderer gab an, sich nur für die Technik hinter der Plattform zu interessieren, nicht aber für Kinderpornografie selbst. So habe Frank M. auch mehrmals mit dem aus dem Staufener Missbrauchsfall ermittelten Täter Christian L. gechattet, um Schlimmeres zu verhindern.

## Opfer und Inhalte der Webseite
Stand Juli 2017: Unter den mindestens 29 bislang identifizierten Opfern stammten 13 aus Österreich, eine unbekannte Anzahl aus Deutschland. Teils waren die Opfer jünger als 4 Jahre und wurden von den Nutzern der Plattform selbst missbraucht. Material wurde von männlichen und weiblichen Babys bis zu 12-jährigen Kindern angeboten. Das Angebot reichte von Nacktbildern, Cam-Aufnahmen, Softcore und Hardcore-Aufnahmen bis hin zu Fetischen und Gewalt.

## Folgen und Nachwirken
Die hessische Justizministerin Eva Kühne-Hörmann (CDU) sagte, dass Deutschland ein großer Markt für Kinderpornografie im Internet sei. Die Ministerin gab an, dass computergeneriertes kinderpornografisches Material in Zukunft zur Ermittlung verwendet werden kann. Mittlerweile steigt die Zahl der Opfer, die sich damit einverstanden erklären, dass ihr im Umlauf befindliches Material zur Ermittlung genutzt werden darf. Ebenfalls wurde die Debatte zur Vorratsdatenspeicherung von Internetanbietern wieder angestoßen, die die Daten der Nutzer bis zu 10 Wochen speichern sollen. Allerdings löste diese auch in Vergangenheit viel Kritik aus und verstößt gegen das  Europarecht.